# Ceramius tigrina
Ceramius tigrina är en stekelart som beskrevs av Friedrich W. Gess 1997. Ceramius tigrina ingår i släktet Ceramius och familjen Masaridae. Inga underarter finns listade.